# Цвєтков Микола Георгійович
Микола Георгійович (Григорович) Цвєтков (1890 — ?) — радянський діяч, голова Центрально-Чорноземної обласної контрольної комісії ВКП (б), член ЦВК СРСР 1—2 та 5—6-го скликань. Член Центральної контрольної комісії ВКП(б) у 1927—1934 роках.

## Біографія
Працював службовцем. Член РСДРП(б) з 1911 року.
У 1923—1925 роках — голова виконавчого комітету Іваново-Вознесенської губернської ради.
У 1925—1927 роках — голова Терської окружної контрольної комісії ВКП(б) Північно-Кавказького краю.
У 1927—1929 роках — керівник групи, завідувач організаційного відділу Народного комісаріату робітничо-селянської інспекції РРФСР.
У 1929—1933 роках — голова Центрально-Чорноземної обласної контрольної комісії ВКП(б).
У 1933—1934 роках — керівник харчової групи Центральної контрольної комісії ВКП(б).
Подальша доля невідома.